# Baek Sung-dong
Baek Sung-dong, né le 13 août 1991, est un footballeur sud-coréen. Il évolue au poste d'attaquant avec le club japonais du Júbilo Iwata. 
Il est médaillé de bronze aux Jeux olympiques d'été de 2012.